# Redan Ridge Cemetery No1
Le Redan Ridge Cemetery No1  (Cimetière militaire de la crête de Redan) est un cimetière militaire de la Première Guerre mondiale situé  sur le territoire de la commune de Beaumont-Hamel, dans le département de la Somme, au nord-est d'Amiens.

Deux autres  cimetières militaires britanniques portant le même nom sont implantés à proximité: Redan Ridge Cemetery No2 et Redan Ridge Cemetery No3.

## Localisation
Ce cimetière est situé à 1 km au nord du village, en suivant la Rue de la Montagne au bout d'un chemin vicinal qui finit en impasse.

## Histoire

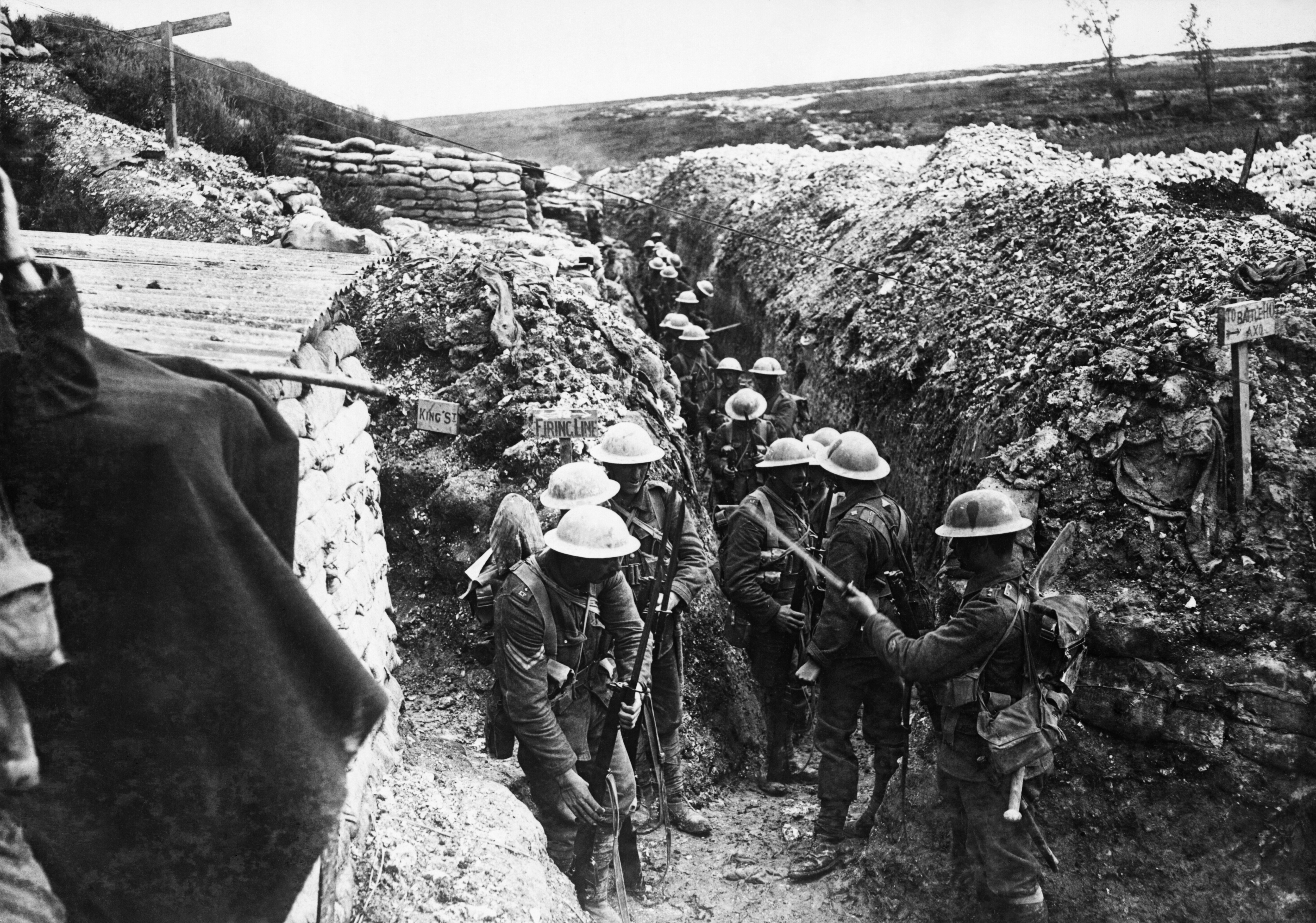
Soldats du Lancashire Fusiliers dans une tranchée à Beaumont Hamel en 1916.

La 2e Armée française qui  contrôlait le secteur fut relevée en juillet 1915 par la  3e Armée britannique.

Beaumont-Hamel se trouvait alors sur la ligne de front. Le 1er juillet 1916 débute la Bataille de la Somme et de nombreux soldats britanniques  périrent en ce premier jour.

Le cimetière a été établi au printemps 1917, lorsque ces champs de bataille ont été dégagés.

La plupart appartenaient  à la 4e division, qui attaqua entre Beaumont-Hamel et Serre le 1er juillet 1916, ou à la 2 qui y gagna du terrain le 13 novembre 1916.

Redan Ridge No.1 se trouve au sommet de la crête, à mi-chemin entre les anciennes lignes de front; il a été nommé d'après The Redan, un groupe de tranchées britanniques de première ligne de 1916.

Il y a 154 victimes britanniques  de la guerre 1914-18 commémorées sur ce site dont 73 sont non identifiées
.

## Caractéristique
Ce cimetière a un plan quasi rectangulaire de 30 m sur 18.

Il est entouré d'un muret de pierre.

## Galerie

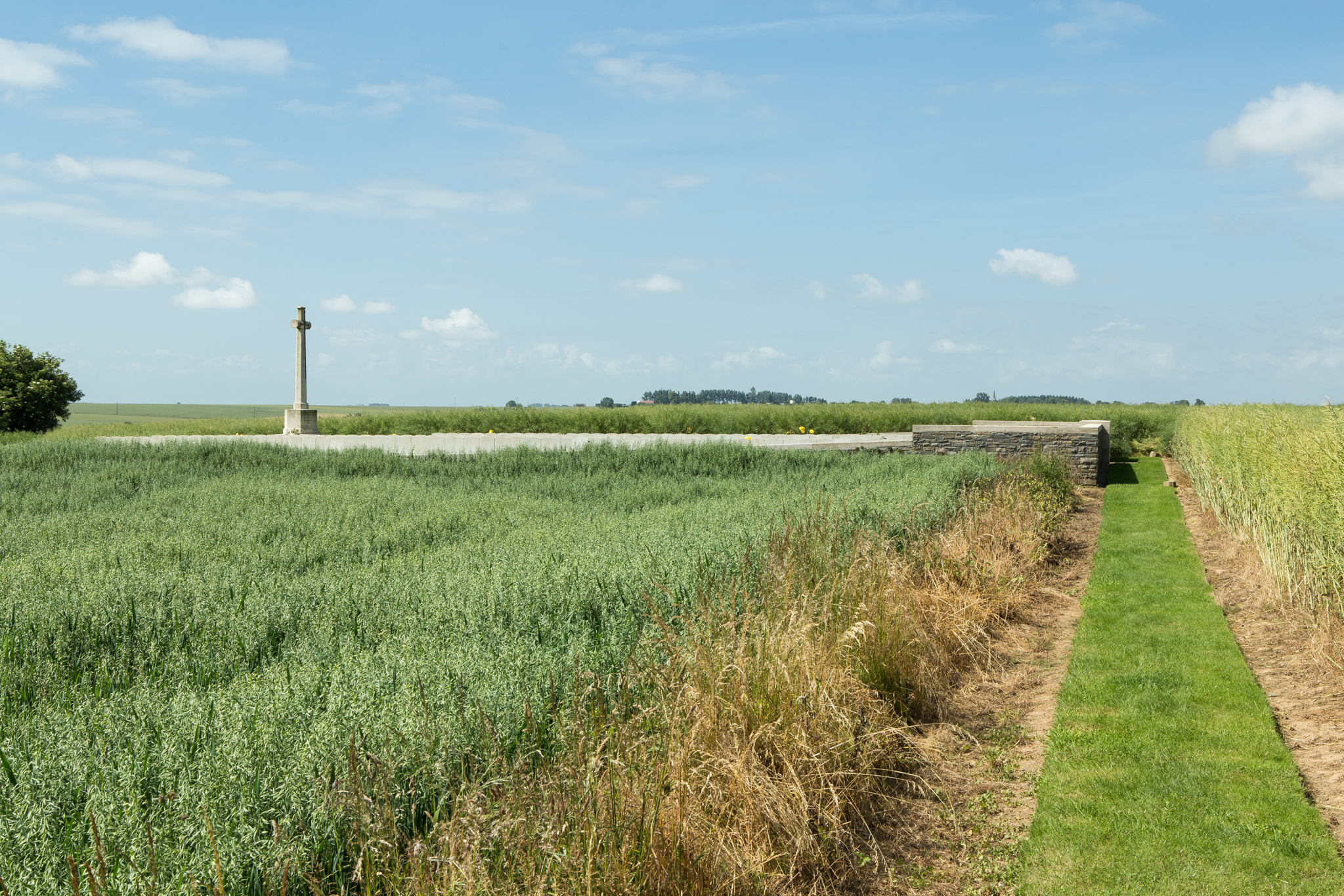
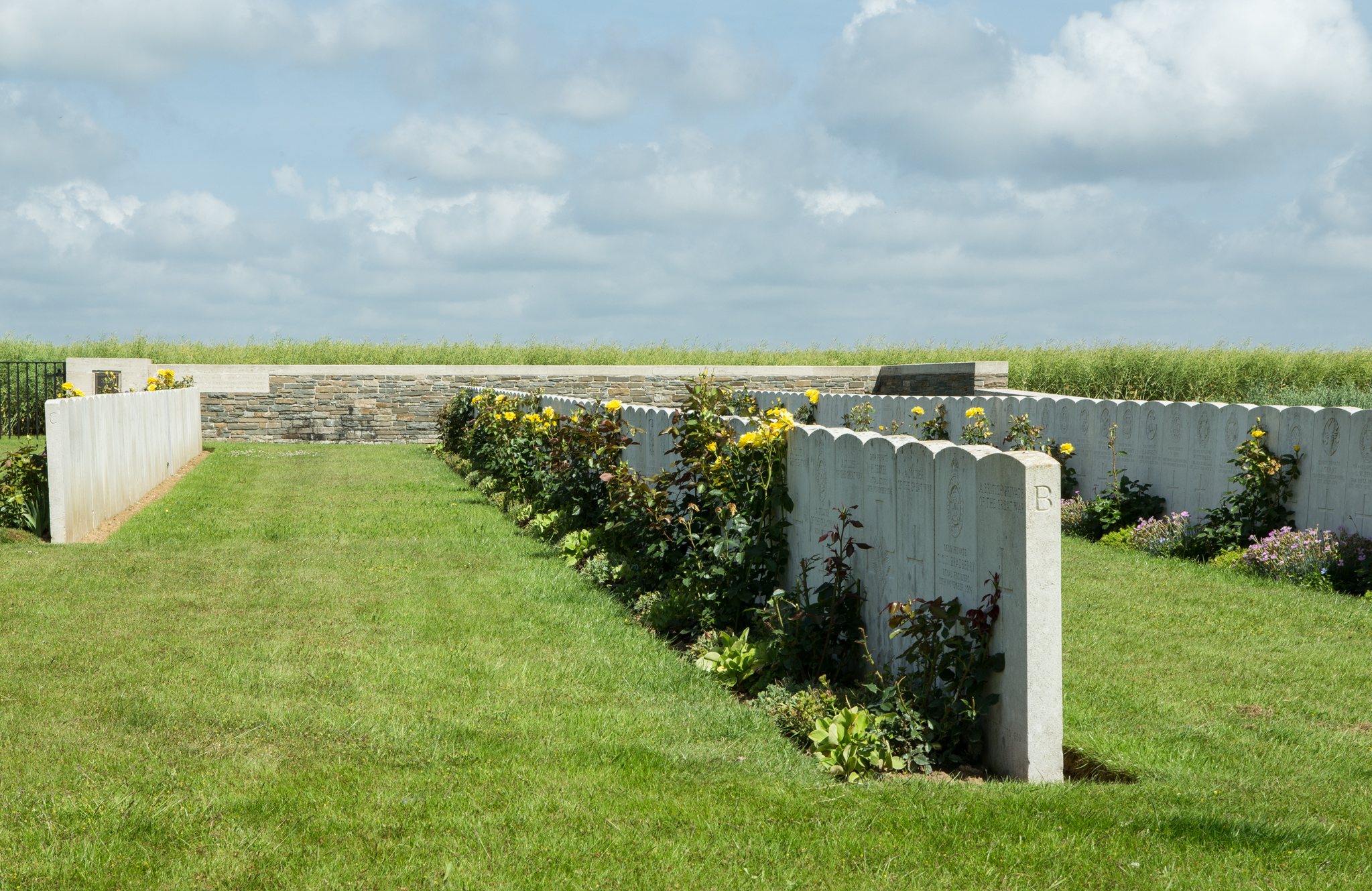
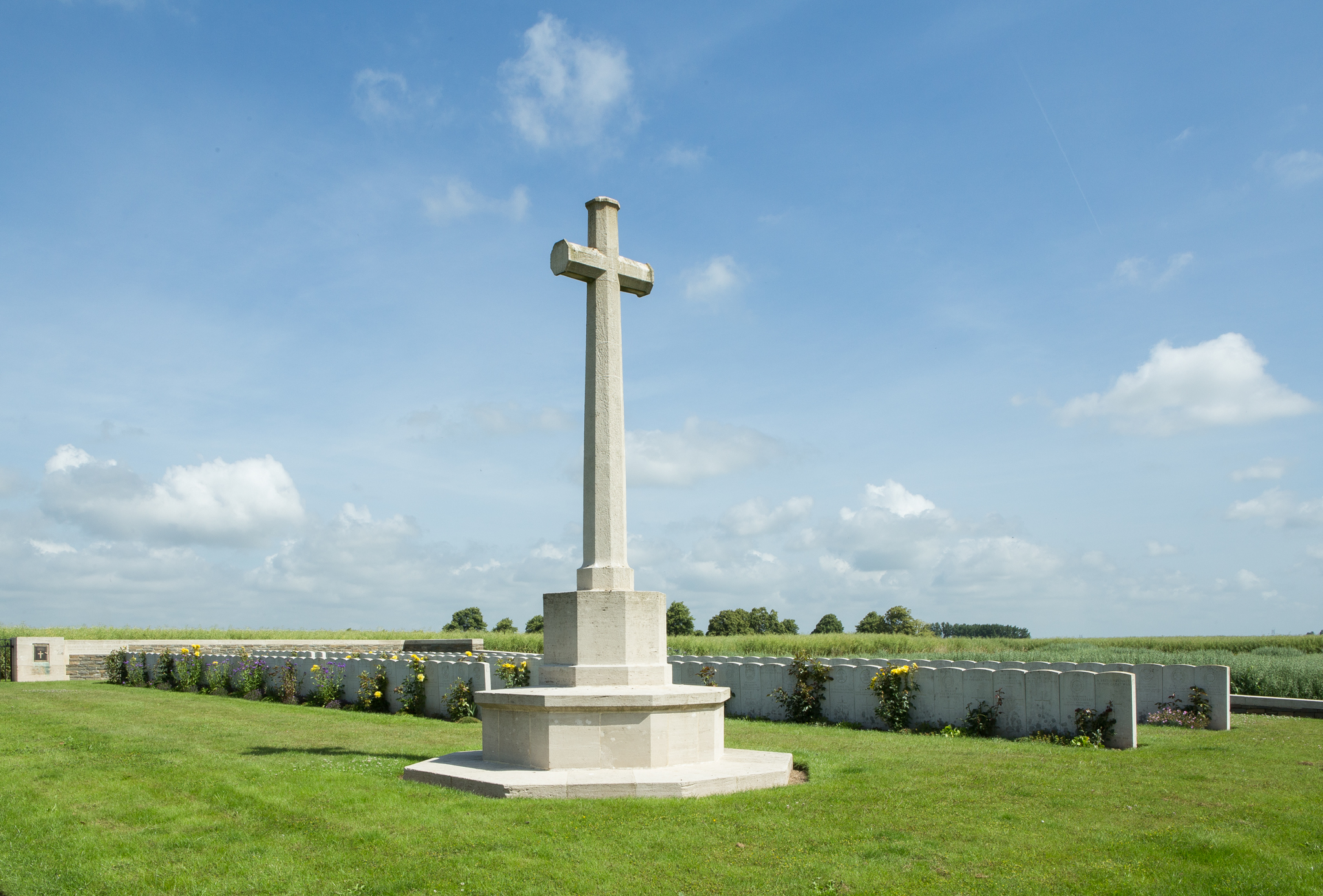
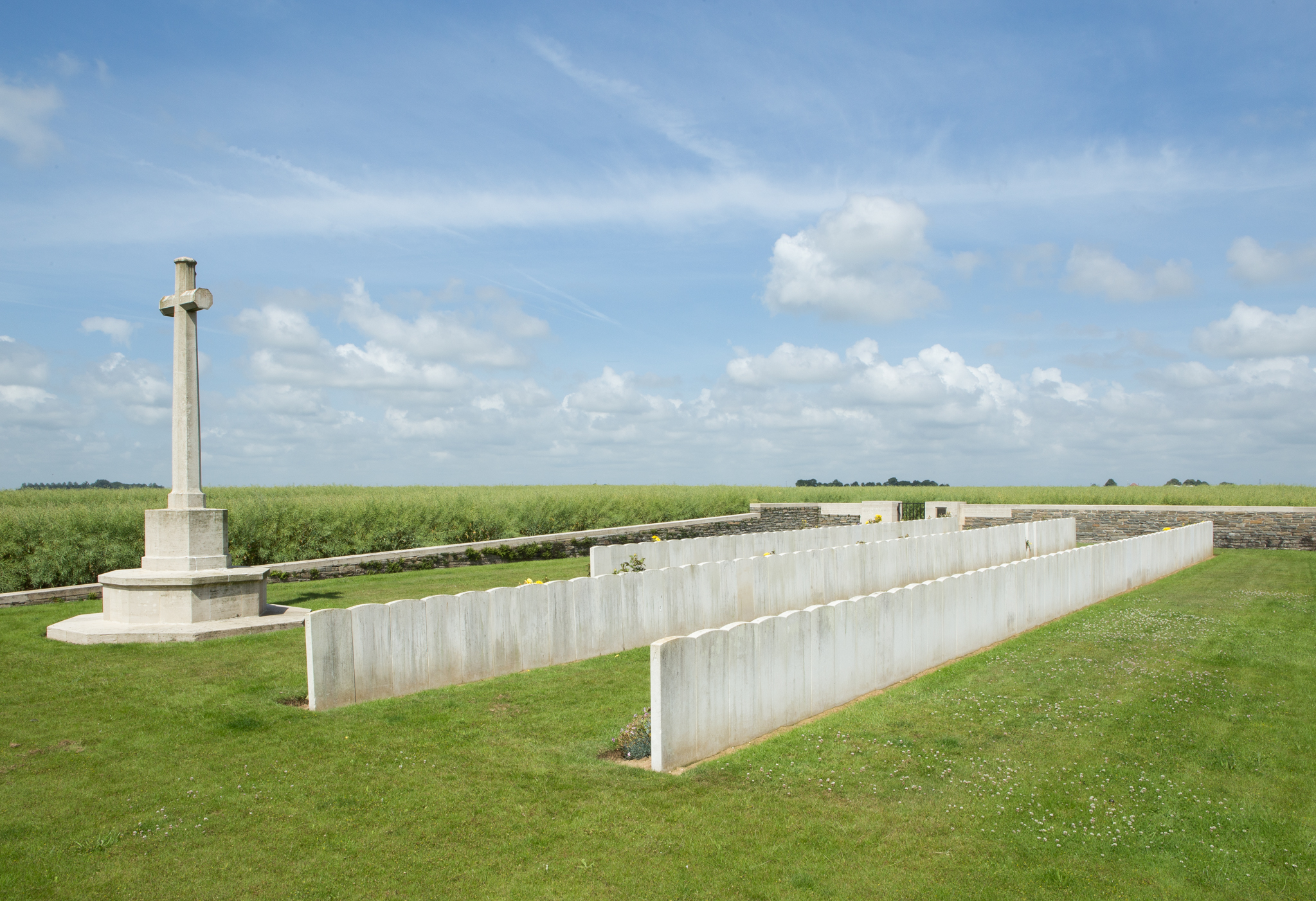
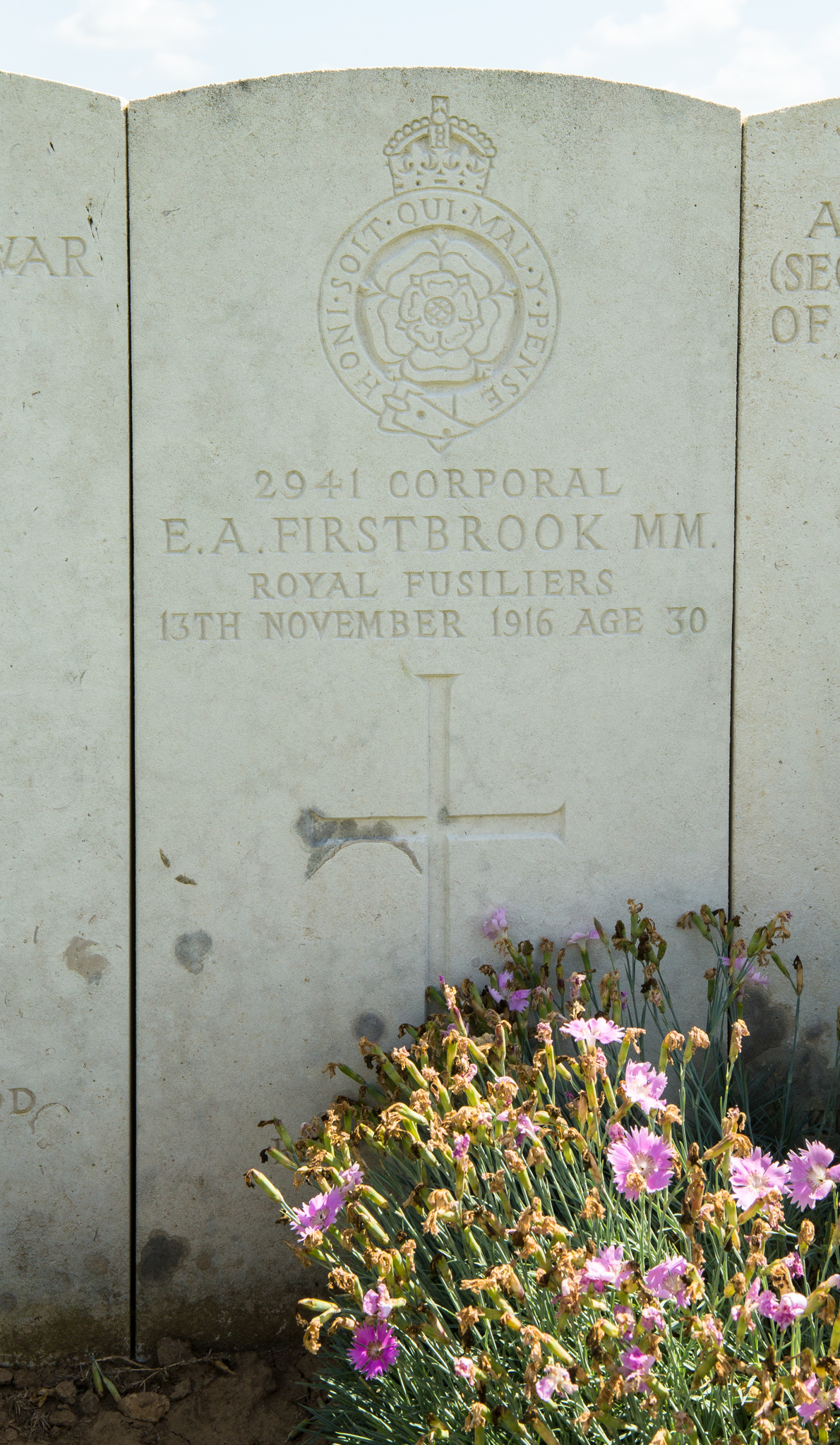
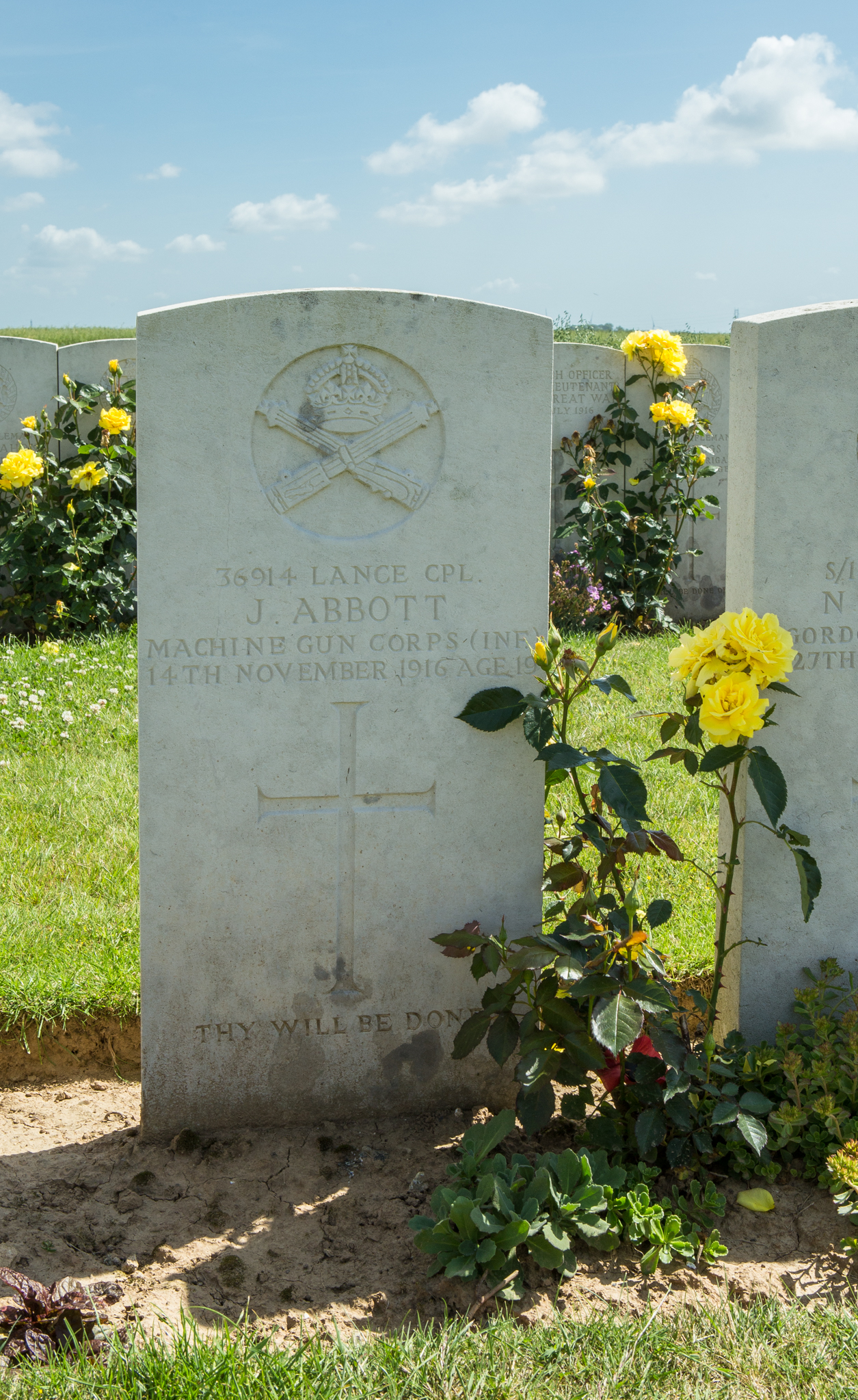

## Sépultures
| Pays        | Sépultures |
| ----------- | ---------- |
| Royaume-Uni | 154        |